# St. Joseph (Luisiana)
St. Joseph é uma cidade  localizada no estado americano de Luisiana, na Paróquia de Tensas.

## Demografia
Segundo o censo americano de 2000, a sua população era de 1340 habitantes.

## Geografia
De acordo com o United States Census Bureau tem uma área de
2,3 km², dos quais 2,3 km² cobertos por terra e 0,0 km² cobertos por água.

## Localidades na vizinhança
O diagrama seguinte representa as localidades num raio de 36 km ao redor de St. Joseph.